# Chandrashekhar Dasgupta
Chandrashekhar Dasgupta (Calcuta (Raj británico), 2 de mayo de 1940 - 2 de marzo de 2023) fue un diplomático indio.

## Trayectoria
- En 1962 entró al Indian Foreign Service.
- De 1981 a abril de 1985 fue Comisionado en Singapur.
- De 1984 a 1986 fue Alto Comisionado en Dar es-Salam (Tanzania).
- De 1993 a 1996 fue embajador en Pekín.
- Dirigido a la delegación de la India en las negociaciones que lleva al Convención Marco de las Naciones Unidas sobre el Cambio Climático y la Cumbre de la Tierra de Río de Janeiro 1992 y sirvió como vicepresidente del comité preparatorio para CMNUCC y la Cumbre de la Tierra.
- De 25 de junio de 1996 al 31 de agosto de 2000 fue embajador en la Unión Europea en Bruselas (Bélgica) y Luxemburgo.
- En 2000 fue jubilación.
- A partir de 2002 fue Asesor de la delegación de la India para la reunión de la COP sobre el cambio climático.
- Dasgupta tiene una larga asociación con las negociaciones internacionales sobre el cambio climático y otras cuestiones de desarrollo sostenible.
- Actualmente es miembro del Consejo del primer ministro sobre el Cambio Climático y miembro del Comité de Derechos Económicos y Sociales.
- Él es el autor de Guerra y Diplomacia en Cachemira 1947-1948 y numerosos artículos sobre temas ambientales y asuntos internacionales.
- Ha sido galardonado con el Padma Bhushan.[2]